# Obraz pozorny
Obraz pozorny – obraz przedmiotu, który powstaje w wyniku przecięcia się przedłużeń promieni rzeczywistych po ich przejściu przez układ optyczny. Obraz pozorny nie jest widoczny na ekranie. Obraz ten jest widoczny jedynie dla obserwatora rejestrującego rozbieżną wiązkę promieni opuszczających układ optyczny. Nasze zmysły, przyzwyczajone do prostoliniowego rozchodzenia się światła, lokują obraz w miejscu, w którym w rzeczywistości nie biegną żadne promienie – stąd nazwa obrazu pozornego. Efekt ten bywa wykorzystywany w pokazach iluzjonistycznych.

## Przykłady powstawania obrazów pozornych
- przechodzenie promieni przez soczewkę skupiającą, tylko wówczas, gdy odległość przedmiotu od soczewki jest mniejsza niż ogniskowa soczewki – rys. 1.
- przechodzenie promieni przez soczewkę rozpraszającą – rys. 2.
- odbicie światła od zwierciadła płaskiego – rys. 3.
- odbicie światła od zwierciadła wklęsłego – tylko wówczas, gdy odległość przedmiotu od zwierciadła jest mniejsza niż ogniskowa zwierciadła